# Szlak kości

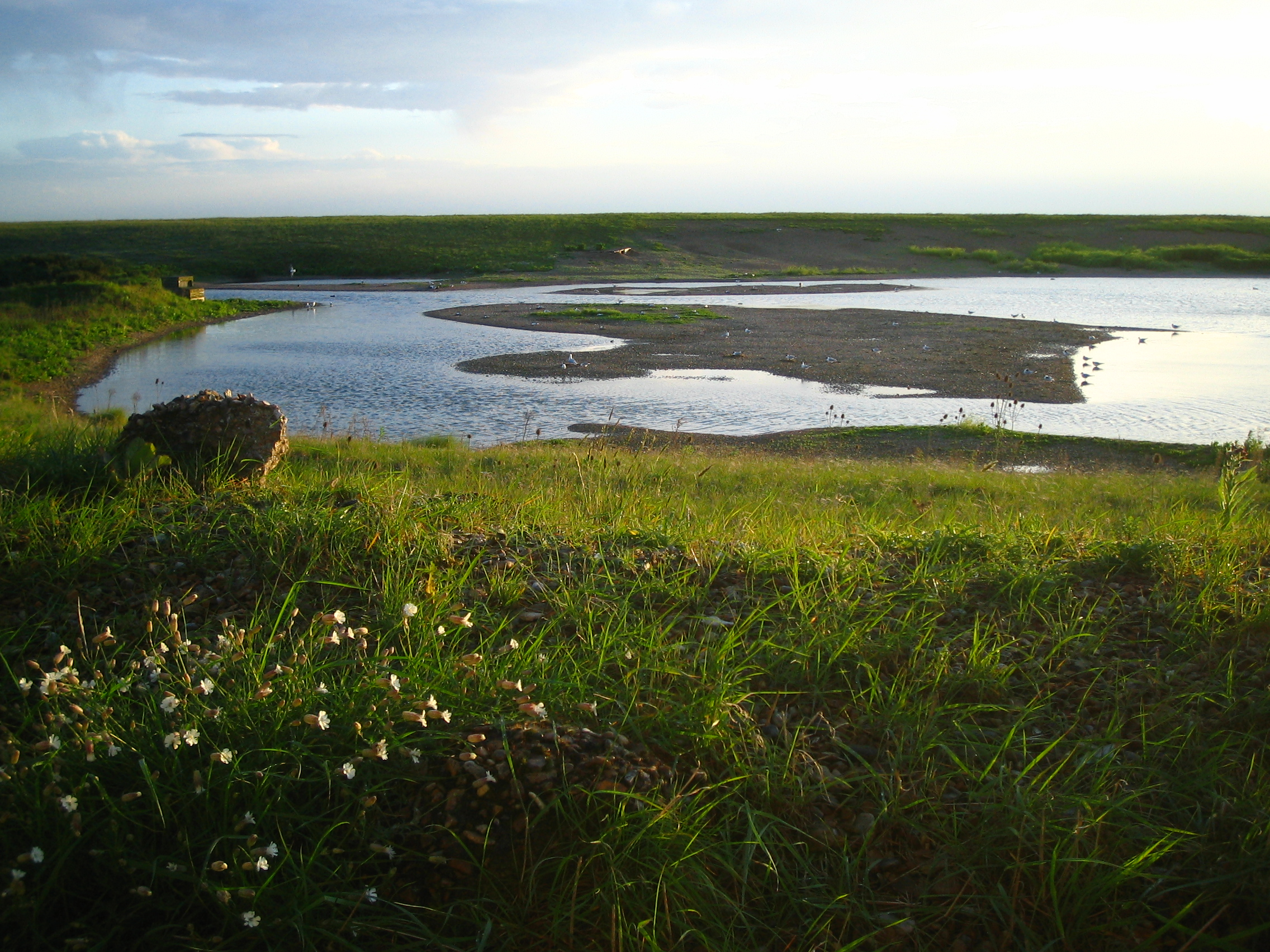
Tereny zalewowe The Wash – w takim krajobrazie rozgrywa się akcja powieści

Szlak kości (ang. The Crossing Places, dosł. Miejsca skrzyżowań) – powieść kryminalna z 2009, autorstwa brytyjskiej pisarki Elly Griffiths. Jej polskie wydanie ukazało się w 2011 nakładem Wydawnictwa Literackiego w tłumaczeniu Agnieszki Kuc.

## Fabuła
Jest pierwszą częścią kryminalnej serii z archeożką sądową Ruth Galloway, wykładowczynią archeologii na fikcyjnym Uniwersytecie Północnego Norfolku w King’s Lynn (pochodzi z południowego Londynu, singielka, 40 lat, nadwaga – 80 kg). Jej partnerem w rozwiązywaniu zagadek kryminalnych jest antypatyczny inspektor Harry Nelson, pochodzący z Blackpool i nielubiący Norfolku. Akcja tej części rozgrywa się na fikcyjnych Słonych Błotach (morskim obszarze zalewowym), w pobliżu miejsca zamieszkania Ruth. W okolicach starożytnego kręgu rytualnego (jego pierwowzorem był obiekt odkryty w Holme-next-the-Sea, opisany w książce Seahenge autorstwa Francisa Pryora) zostają znalezione kości dziecka. Nelson przypuszcza, że mogą to być szczątki zaginionej dziesięć lat wcześniej Lucy Downey, ale ekspertyzy dowodzą, że szkielet pochodzi z epoki żelaza. Niebawem ginie kolejna dziewczynka – Scarlet Henderson. Pochłoniętej sprawą Ruth ktoś zabija jednego z dwóch kotów – Skierkę (przy życiu pozostaje Krzemyk). W tle pojawiają się tajemnicze postacie, np. druid Cathbad, czy sceptyczny strażnik ptasiego rezerwatu – David.